# 田维谦
田维谦（1949年7月—），男，江苏泗洪人，中华人民共和国政治人物，曾任安徽省人民政府副省长，安徽省政协副主席。